# Technische Universität Eindhoven

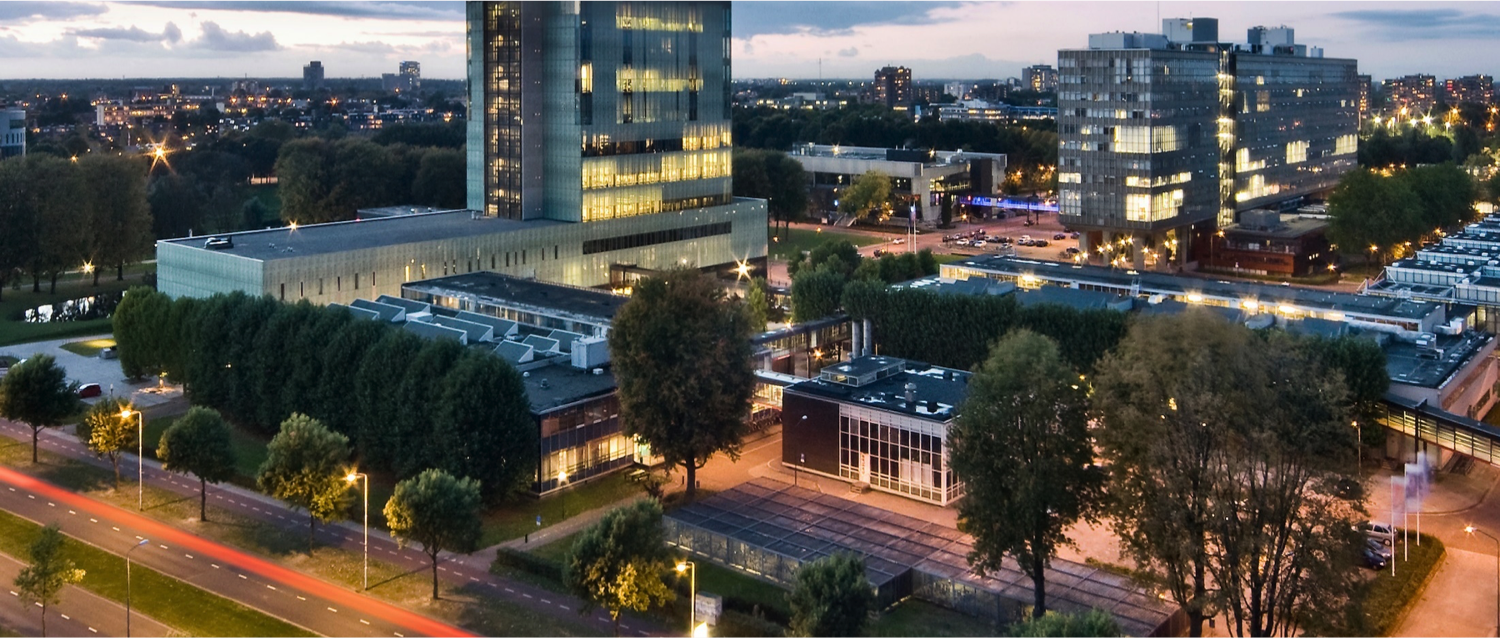
TU/e by night

Die Technische Universität Eindhoven (niederländisch Technische Universiteit Eindhoven, abgekürzt TU/e) ist eine Technische Universität im niederländischen Eindhoven.
An der Universität studieren momentan etwa 11.000 Studenten, die von 2.000 Akademikern und 1.000 sonstigen Angestellten betreut werden. Das Studium findet in englischer Sprache statt.
Die QS World University Rankings 2024 positionieren die TU Eindhoven auf Platz 124 weltweit. Sie ist somit gemäß diesem Ranking die viertbeste Universität in den Niederlanden (hinter der TU Delft, der Universität Amsterdam und der Universität Utrecht).

## Fakultäten
Es gibt neun Fakultäten:
- Fakultät für Architektur
- Fakultät für Biomedizinische Technik
- Fakultät für Angewandte Chemie
- Fakultät für Elektrotechnik
- Fakultät für Wirtschaftsingenieurwesen und Innovationsforschung
- Fakultät für Maschinenbau
- Fakultät für Mathematik und Informatik
- Fakultät für Angewandte Physik

Der im nahegelegenen Veldhoven ansässige Hersteller von Lithographiesystemen ASML ist regelmäßiger Drittmittelgeber der Universität. Im Mai 2024 kündigte das Unternehmen beispielsweise die Bereitstellung 80 Millionen Euro für das Promotionsprogramm und die Aktualisierung der Reinräume der Universität an.

## Frauenquote
An der TU Eindhoven waren 2019 nur 15–16 % aller Professoren weiblich. Der Direktor hat ein Programm gestartet, um dem entgegenzuwirken. Die TU startete am 1. Juli 2019 ein Programm, welches 5 Jahre dauern soll. Während des Projekts werden nur Frauen eingestellt und erhalten eine Vergütung von 100.000 € zu ihrem Einstiegsgehalt dazu. Können nicht alle Stellen mit Frauen besetzt werden, dürfen Männer eingestellt werden. Der Direktor bezieht sich dabei auf europäisches Recht, nachdem Universitäten bevorzugt aus unterrepräsentierten Bevölkerungsgruppen rekrutieren können. Kritiker dieser Maßnahme sprechen von Diskriminierung von Männern aufgrund ihres Geschlechts.